# Chamaebatiaria millefolium
Chamaebatiaria millefolium är en rosväxtart som först beskrevs av John Torrey, och fick sitt nu gällande namn av Carl Maximowicz. Chamaebatiaria millefolium ingår i släktet Chamaebatiaria och familjen rosväxter. Inga underarter finns listade i Catalogue of Life.

## Bildgalleri

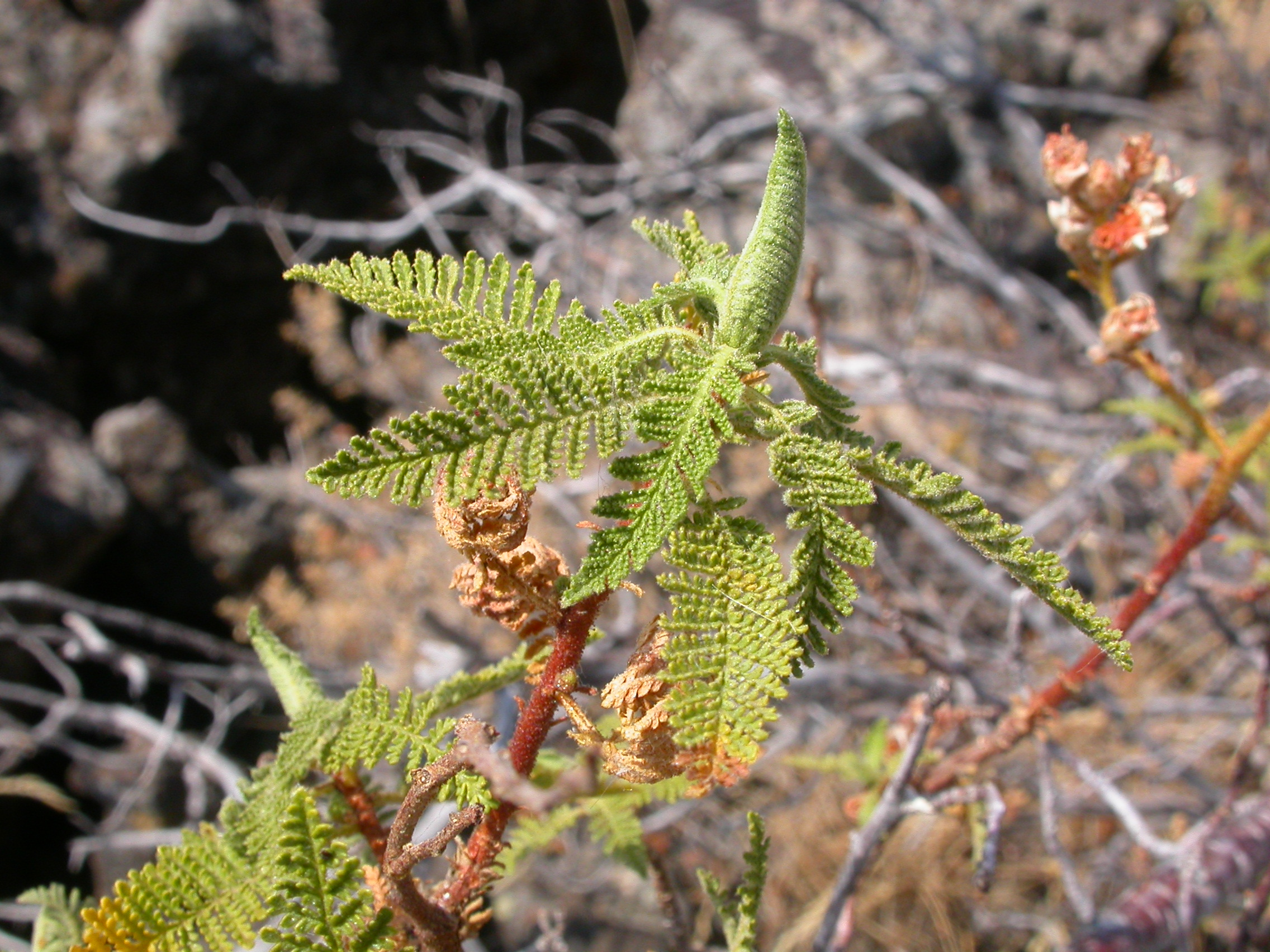
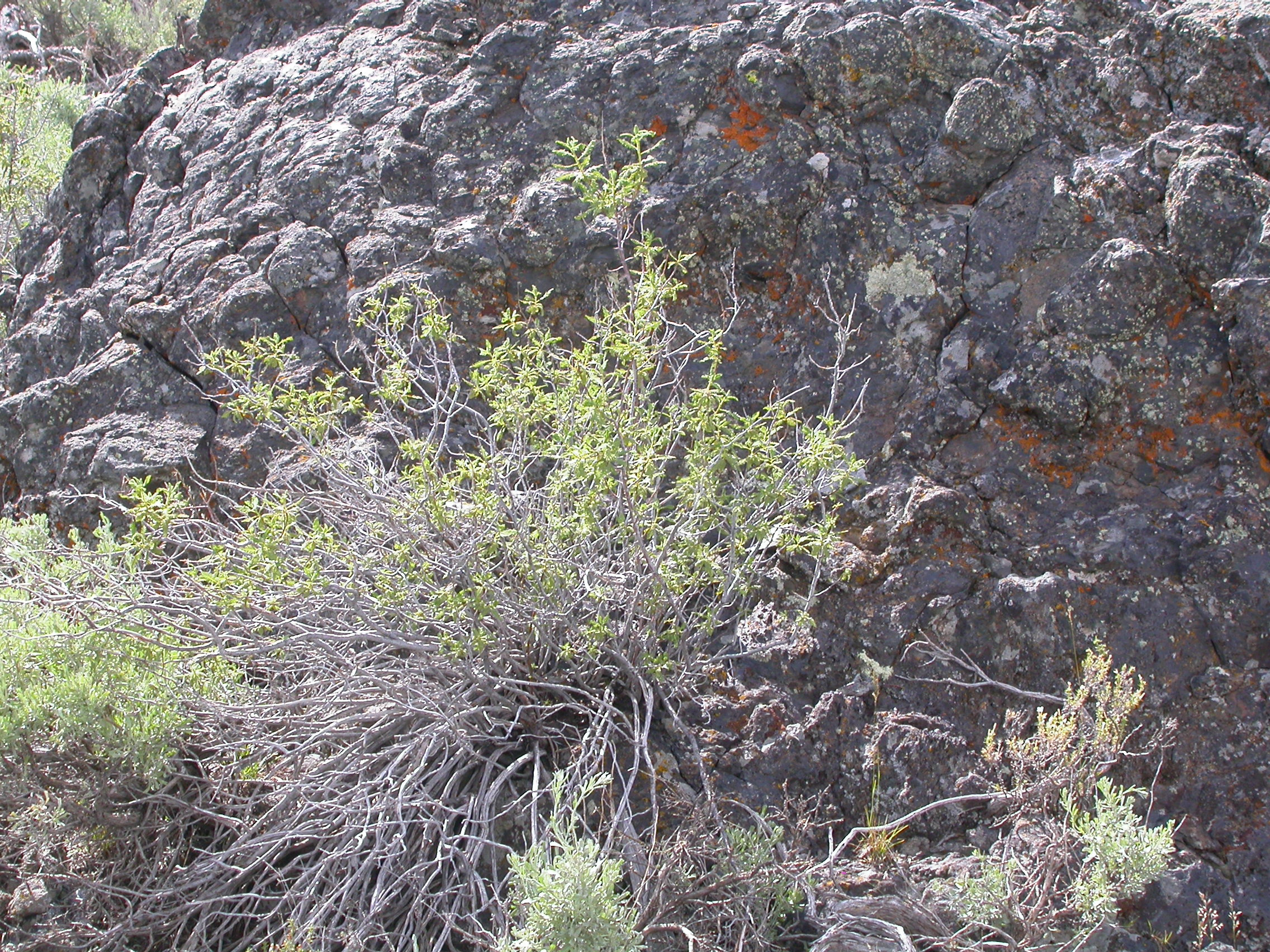
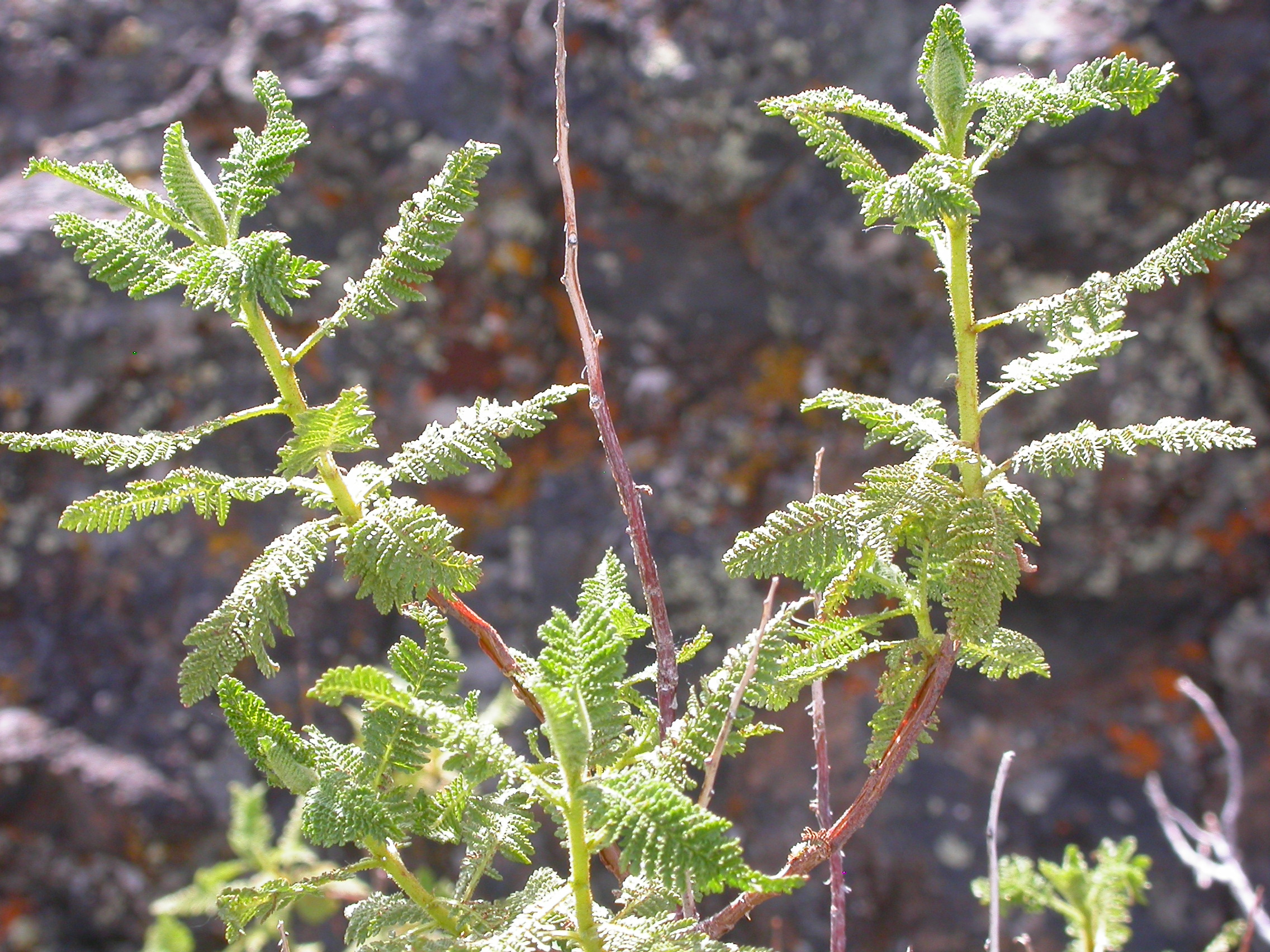
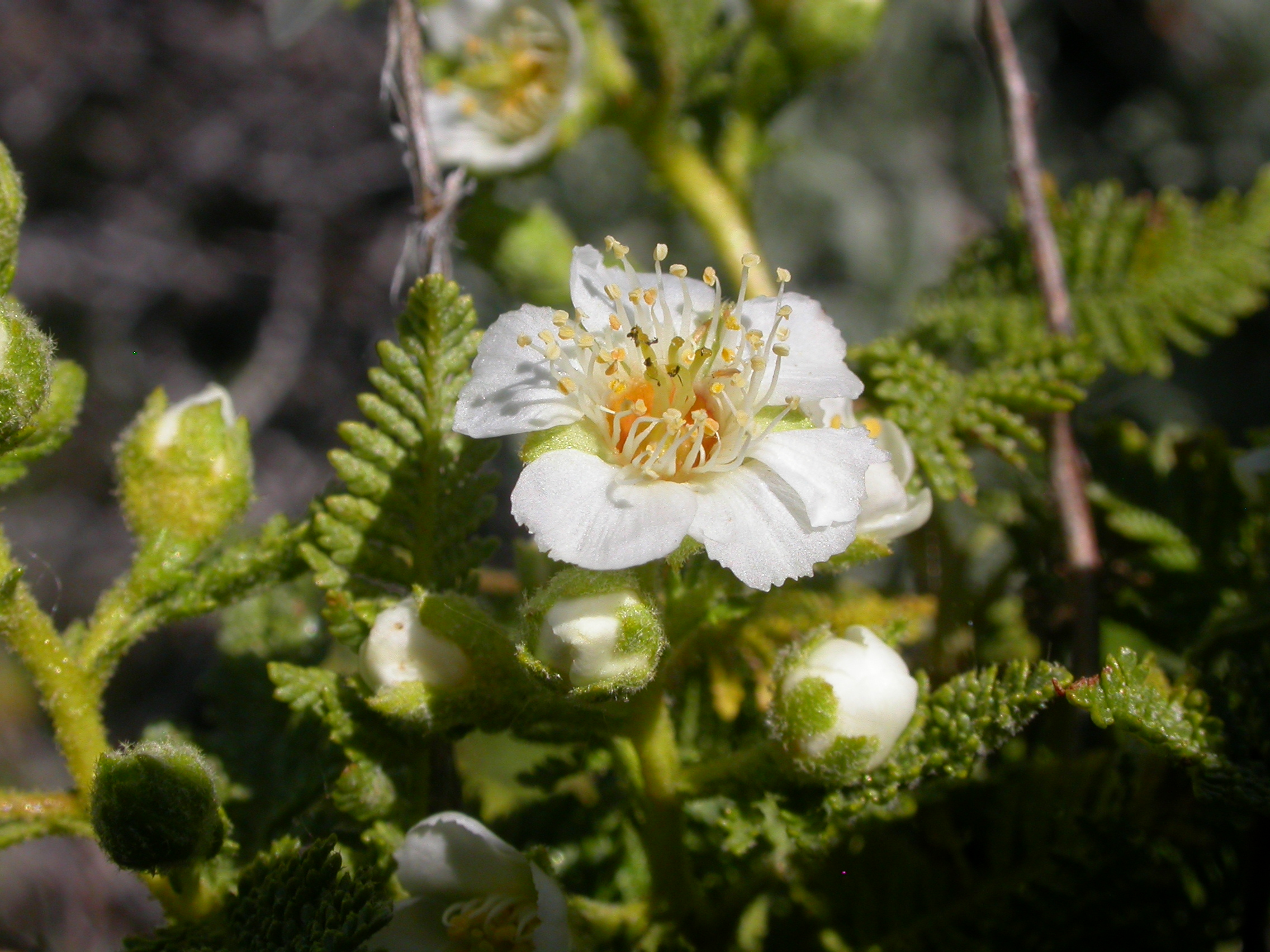
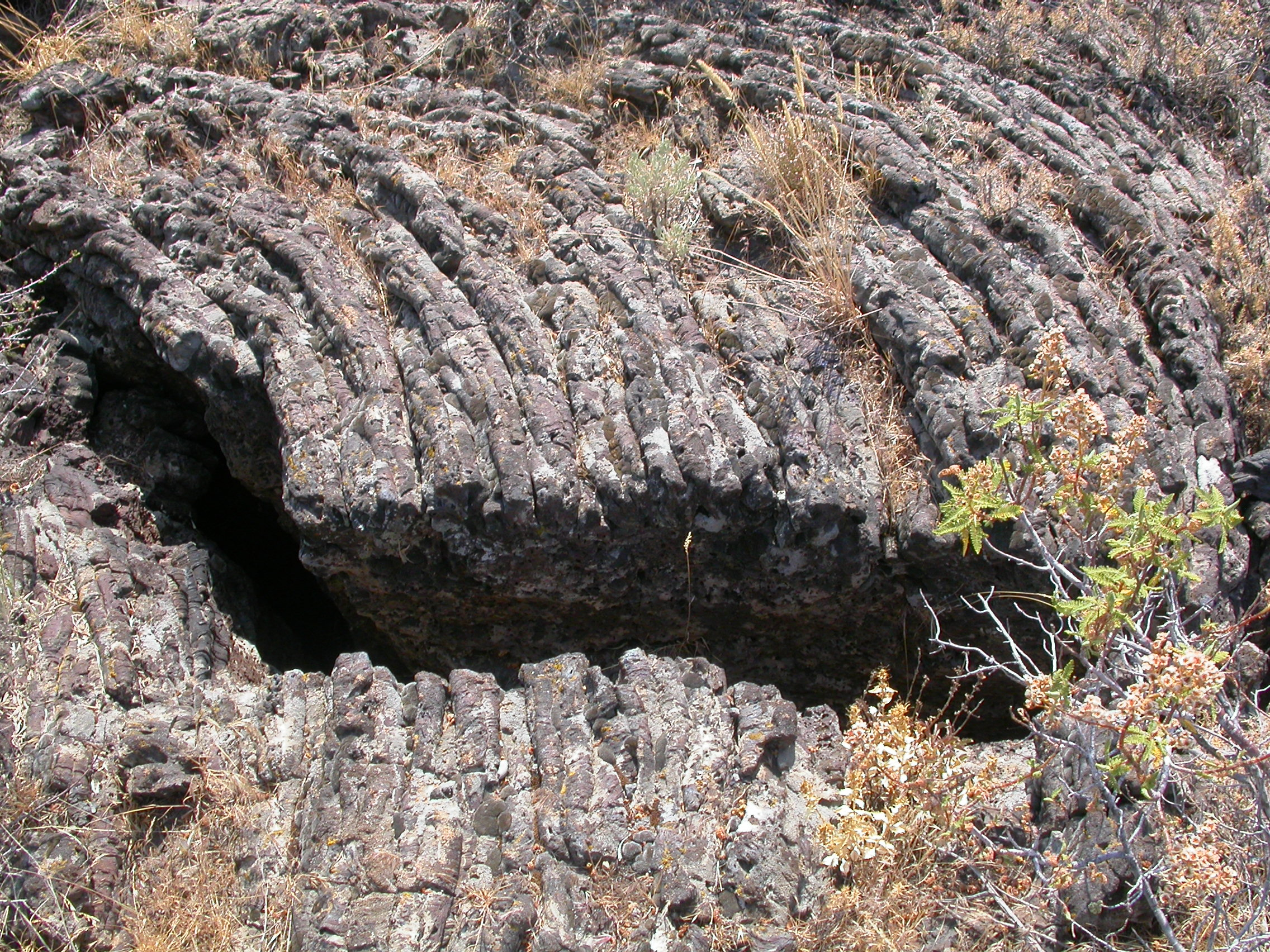
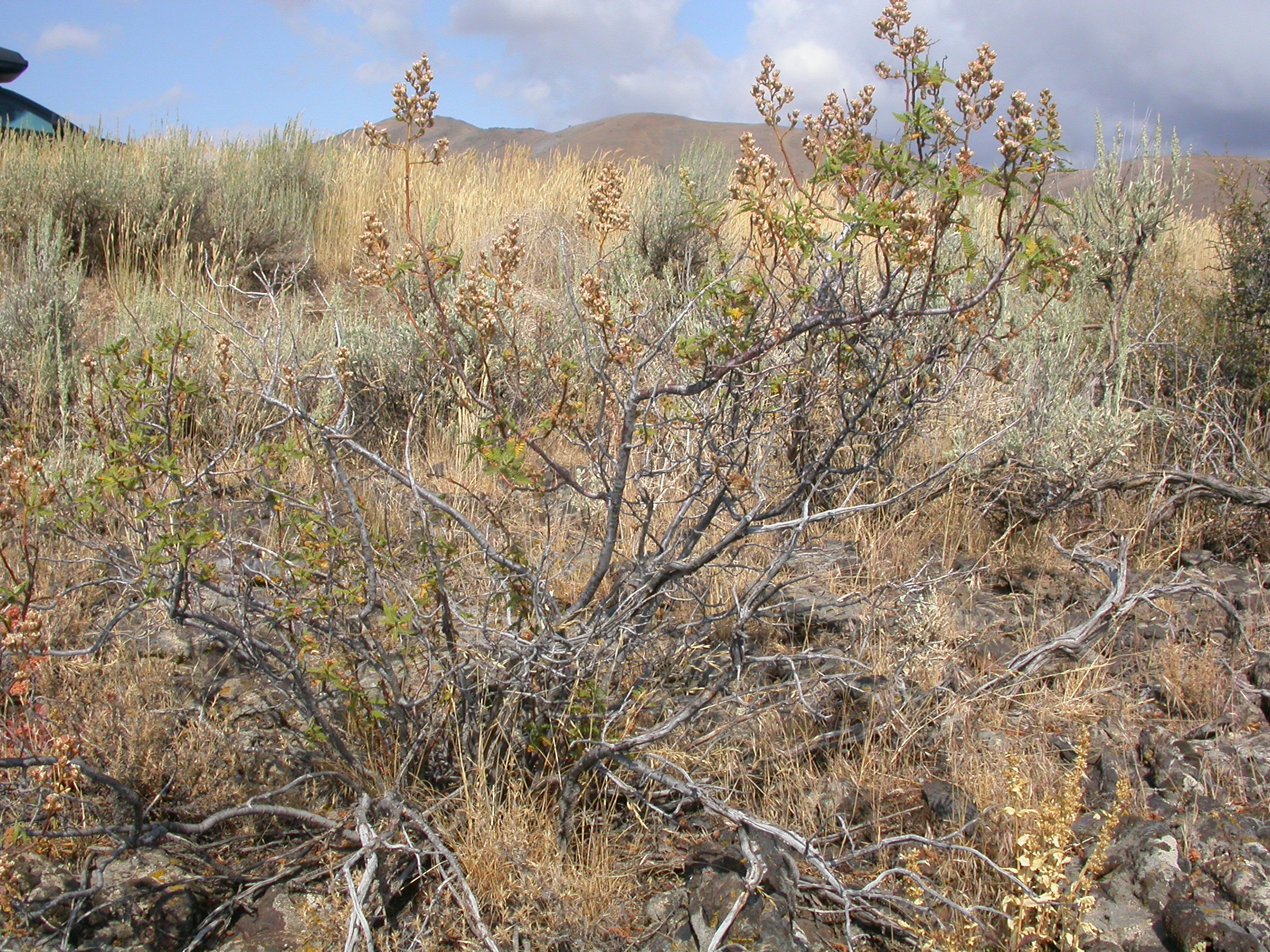